# 大和リビングカリフォルニア
大和リビングカリフォルニア（だいわリビングカリフォルニア、英: Daiwa Living California Inc.）は、カリフォルニアに本社を置く会社。大和ハウスのグループ会社である。
サンノゼでStudios Innという6泊 - 長期滞在向け家具付きサービスアパートの運営を行なっている。

## 概要
- 所在：101 Metro Drive, Suite 335, San Jose, CA 95110
- 設立：2015年8月3日
- 資本金：500千US＄

## 事業内容
- 短期賃貸アパートメント
- 米国赴任者向け賃貸住宅仲介

## 関連会社
- 大和ハウス工業
- 大和リビング
- 大和リビングマネジメント
- 大和エステート
- ハートワン信託
- 大和リビングステイ
- 大和リビングユーティリティーズ
- Double-D
- D.U-NET
- 大和リビングオーストラリア
- 大和リビングベトナム